# Wu wei
|  | Aquest article tracta sobre el concepte taoista. Vegeu-ne altres significats a «Wu Wei». |

Wu wei (en xinès tradicional 無為, en xinès simplificat 无为, i literalment no acció) és un concepte important de la filosofia taoista que postula que la forma més encertada d'enfrontar-se a les situacions és no actuar, tot i que aquest concepte no és sinònim de no fer res, segons remarca la literatura daoista. La paraula també es fa servir en el terme sense esforç com a forma natural de procedir sense forçar i sense artificis. S'aplica, per exemple, a les plantes, que no fan esforç per créixer, simplement ho fan per wu wei.